# Royal Rumble (2009)
Royal Rumble 2009 fue la vigesimosegunda edición de Royal Rumble, un evento pago por visión de lucha libre profesional, producido por la World Wrestling Entertainment. Tuvo lugar el 25 de enero de 2009, desde el Joe Louis Arena en Detroit, Míchigan. El tema oficial fue "Let it Rock" de Kevin Rudolf.

## Antecedentes
El 12 de enero de 2009 (transmitido el 13 de enero) en ECW, Jack Swagger derrotó a Matt Hardy, ganando el Campeonato de la ECW. A causa de esto, el 16 de enero en SmackDown!, Hardy hizo efectiva su cláusula de revancha para Royal Rumble.
El 29 de diciembre de 2008 en Raw, Melina ganó una Battle Royal de Divas, ganando una oportunidad frente a Beth Phoenix por el Campeonato Femenino de la WWE en Royal Rumble.
El 29 de diciembre de 2008 en RAW, John "Bradshaw" Layfield ganó una oportunidad en Royal Rumble por el Campeonato Mundial Peso Pesado de John Cena al derrotar a Chris Jericho, Randy Orton y Shawn Michaels en un Fatal-Four-Way Elimination match .
En el evento anterior, Armageddon, Jeff Hardy derrotó al Campeón de la WWE Edge y Triple H, ganando el Campeonato de la WWE. A causa de esto, Edge usó su cláusula de revancha el 2 de enero de 2009 en SmackDown! para Royal Rumble.

## Resultados

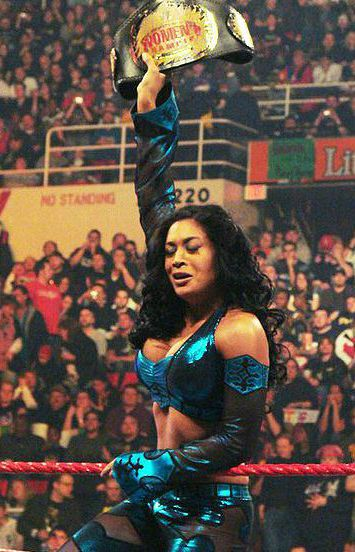
Melina después de ganar el Campeonato Femenino.

- Dark match: Jimmy Wang Yang derrotó a Paul Burchill
  - Wang Yang cubrió a Burchill.
- Jack Swagger derrotó a Matt Hardy reteniendo el Campeonato de la ECW (15:25)
  - Swagger cubrió a Matt después de un "Swagger Bomb".
- Melina derrotó a Beth Phoenix (c/ Santino Marella) ganando el Campeonato Femenino de la WWE (6:02)
  - Melina cubrió a Beth con un "Roll-Up".
- John Cena derrotó a John "Bradshaw" Layfield (c/ Shawn Michaels) reteniendo el Campeonato Mundial Peso Pesado (15:31)
  - Cena cubrió a JBL después de un "Attitude Adjustment".
  - Durante la lucha Shawn Michaels intervino atacando a ambos con un "Sweet Chin Music".
- Edge derrotó a Jeff Hardy en un No Disqualification Match ganando el Campeonato de la WWE (19:24)
  - Edge cubrió a Jeff después de un silletazo por parte de Matt Hardy.
  - Inicialmente la lucha era una lucha normal pero antes de que entrara Edge, Vickie Guerrero cambió el combate a un No DQ Match.
  - Durante la lucha Chavo Guerrero y Vickie Guerrero intervinieron a favor de Edge.
  - Como consecuencia, Matt cambió a heel.
- Randy Orton ganó el Royal Rumble 2009 (58:39)
  - Orton eliminó finalmente a Triple H.

## Royal Rumble: entradas y eliminaciones

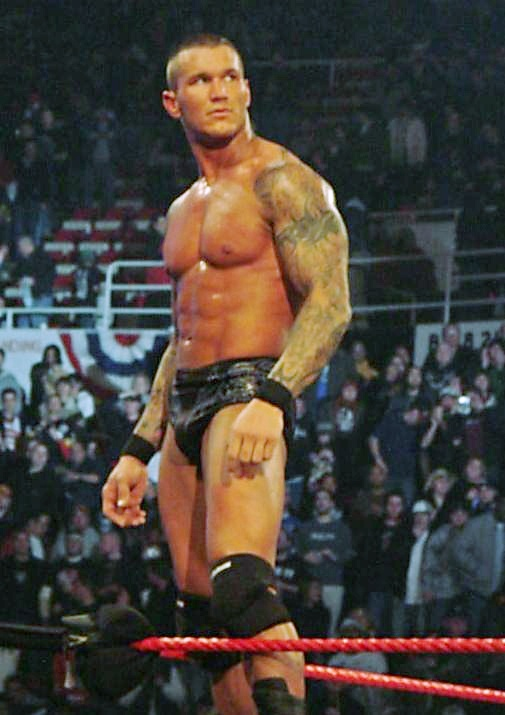
Randy Orton, después de ganar el Royal Rumble 2009.

Rojo ██ indica las superestrellas de RAW, azul ██ indica las superestrellas de Smackdown!, gris ██ indica las superestrellas de ECW y el blanco      indica la superestrella perteneciente al WWE Alumni.
| Entradas | Entradas                 | Eliminado por | Eliminado por           | Tiempo |
| -------- | ------------------------ | ------------- | ----------------------- | ------ |
| 1        | Rey Mysterio             | 20            | Big Show                | 49:24  |
| 2        | John Morrison            | 5             | Triple H                | 19:34  |
| 3        | Carlito                  | 3             | Kozlov                  | 06:11  |
| 4        | Montel Vontavious Porter | 2             | Kozlov                  | 03:52  |
| 5        | The Great Khali          | 1             | Kozlov                  | 01:30  |
| 6        | Vladimir Kozlov          | 4             | Triple H                | 02:40  |
| 7        | Triple H                 | 29            | Orton                   | 49:58  |
| 8        | Randy Orton              | -             | Ganador                 | 48:27  |
| 9        | JTG                      | 7             | Undertaker              | 11:59  |
| 10       | Ted DiBiase              | 27            | Triple H                | 45:11  |
| 11       | Chris Jericho            | 23            | Undertaker              | 37:17  |
| 12       | Mike Knox                | 19            | Big Show                | 32:42  |
| 13       | The Miz                  | 6             | Triple H                | 01:20  |
| 14       | Finlay                   | 21            | Kane                    | 29:59  |
| 15       | Cody Rhodes              | 28            | Triple H                | 37:01  |
| 16       | The Undertaker           | 26            | Big Show                | 32:29  |
| 17       | Goldust                  | 8             | Rhodes                  | 01:11  |
| 18       | CM Punk                  | 18            | Big Show                | 22:29  |
| 19       | Mark Henry               | 9             | Mysterio                | 03:14  |
| 20       | Shelton Benjamin         | 10            | Undertaker              | 04:17  |
| 21       | William Regal            | 11            | Punk                    | 04:23  |
| 22       | Kofi Kingston            | 12            | Kendrick                | 06:58  |
| 23       | Kane                     | 24            | Orton, Rhodes y DiBiase | 18:21  |
| 24       | R-Truth                  | 17            | Big Show                | 12:06  |
| 25       | Rob Van Dam              | 22            | Jericho                 | 13:56  |
| 26       | The Brian Kendrick       | 13            | Triple H                | 00:15  |
| 27       | Dolph Ziggler            | 14            | Kane                    | 00:21  |
| 28       | Santino Marella          | 15            | Kane                    | 00:01  |
| 29       | Jim Duggan               | 16            | Big Show                | 02:50  |
| 30       | The Big Show             | 25            | Orton                   | 09:32  |

1. ↑  Montel Vontavious Porter sustituyó a Chavo Guerrero quien se lesionó cuando Jeff le realizó un Swanton Bomb durante la lucha por el título.
2. ↑  Big Show ya se encontraba eliminado.
3. ↑  Santino Marella es el luchador que mas rápido ha sido eliminado de un Royal Rumble tan solo durando 00:01 segundo.

## Otros Roles
Comentaristas
- Michael Cole-RAW
- Jerry "The King" Lawler-RAW
- Jim Ross-SmackDown
- Tazz-SmackDown
- Todd Grisham-ECW
- Matt Striker-ECW

Comentaristas en español
- Carlos Cabrera
- Hugo Savinovich

Anunciadores
- Lillian García-RAW
- Justin Roberts-SmackDown/Royal Rumble Match
- Tony Chimel-ECW

- Royal Rumble
- World Wrestling Entertainment
- PPVs de la WWE